# John Tucker Must Die
John Tucker Must Die is een film uit 2006 onder regie van Betty Thomas. De film speelt zich af op een middelbare school en gaat over een groep meiden die wraak willen nemen op een jongen, omdat hij met elk van hen vreemd is gegaan.

## Verhaal
Kate en haar moeder verhuizen om de zoveel tijd, als haar moeder opnieuw wordt gedumpt door een van de vele mannen. Ze werkt als serveerster in een restaurant en ziet een van de jongens met wie ze op school zit, uitgaan met verschillende meiden. Zo gaat hij uit met Carrie, een hardwerkende en intelligente dame, met Heather, de hoofd cheerleader en agressieve meid en met Beth, een vegetariër die niet moeilijk doet over het bedrijven van de liefde. Als ze hierachter komen, laten ze Kate John verleiden en vervolgens dumpen, zodat hij voelt hoe het is om gebruikt te worden. Als hij werkelijk verliefd wordt op Kate, loopt alles uit de hand...

## Rolverdeling
| Acteur          | Personage        |
| --------------- | ---------------- |
| Brittany Snow   | Kate Spencer     |
| Jesse Metcalfe  | John Tucker      |
| Ashanti Douglas | Heather          |
| Sophia Bush     | Beth             |
| Arielle Kebbel  | Carrie Schaeffer |
| Penn Badgley    | Scott Tucker     |
| Jenny McCarthy  | Lori Spencer     |
| Fatso-Fasano    | Tommy            |
| Taylor Kitsch   | Justin           |